# Kepler-186d
Kepler-186d es un exoplaneta de tipo supertierra perteneciente a la constelación de Cygnus, a 492,5 años luz de la Tierra. Su presencia se confirmó en 2014, después de que el telescopio espacial Kepler observase varios tránsitos del planeta frente a su estrella. Cuenta con un radio de 1,56 R⊕, justo en el límite teórico establecido por los científicos que separa a los cuerpos terrestres de los de tipo gaseoso. Por tanto, es probable que se trate de un planeta telúrico, de un minineptuno, de una transición entre ambos o de un mundo oceánico donde el agua se encuentre en un estado de fluido supercrítico.
Se han identificado otros cuatro planetas en el sistema Kepler-186, Kepler-186b, Kepler-186c, Kepler-186e y Kepler-186f. Excepto este último, todos tienen órbitas cortas y, como consecuencia, es probable que sus temperaturas sean muy elevadas. Kepler-186f es el primer objeto de masa terrestre descubierto más allá del Sistema Solar que pertenece a la zona de habitabilidad de su sistema.

## Características
Kepler-186 es una estrella tipo K-tardío, casi una enana roja tanto por su tamaño como por su luminosidad, que cuenta con una masa de 0,48 M☉ y un radio de 0,47 R☉. Su metalicidad (-0,28) es muy similar a la del Sol aunque algo inferior, lo que indica una cierta escasez de elementos pesados (es decir, todos excepto el hidrógeno y el helio). El límite de anclaje por marea del sistema se encuentra entre el centro de la zona habitable y su borde externo, a 0,3752 UA de la estrella. Al igual que Kepler-186b, Kepler-186c y Kepler-186e; Kepler-186d está demasiado cerca como para superar el límite, con un semieje mayor de 0,09 UA. Así pues, es muy probable que su rotación esté sincronizada con su órbita, y que cuente con un hemisferio diurno y otro nocturno.
El radio detectado del planeta es de 1,56 R⊕, casi en el límite de 1,6 R⊕ que separa a los planetas telúricos de los de tipo minineptuno, que lo convierte en el mayor objeto planetario encontrado en el sistema. Si su composición es parecida a la de la Tierra, su masa sería de unas 3,99 M⊕ y su gravedad un 65 % mayor que la terrestre. Considerando sus características, podría tratarse de un planeta telúrico como la Tierra o Venus, o un minineptuno; aunque la posibilidad de que se trate de un mundo oceánico aún no ha podido ser descartada, en cuyo caso el agua se encontraría en un estado de fluido supercrítico. Sin embargo, dada la proximidad entre el objeto y la estrella, cabría esperar que perdiese casi toda su atmósfera, especialmente el hidrógeno por escape hidrodinámico.
Considerando su posición en el sistema y la luminosidad de su estrella, la temperatura de equilibrio de Kepler-186d es de 107,25 °C. Si su atmósfera y albedo son similares a los de la Tierra, su temperatura media en la superficie sería de unos 147,35 °C. No obstante, si se trata de un planeta terrestre es probable que la proximidad respecto a su estrella, la consecuente pérdida de agua, el anclaje por marea y la mayor actividad volcánica derivada de su masa y su ubicación en el sistema; lo someta a un efecto invernadero descontrolado similar al de Venus que incremente ampliamente sus temperaturas. En este último, que proporcionalmente orbita a una distancia muy superior a la de Kepler-186d, la diferencia entre la temperatura de equilibrio y la temperatura media superficial se acerca a los 500 °C.

## Sistema
Kepler-186d es el tercer exoplaneta confirmado en el sistema Kepler-186, tras Kepler-186b y Kepler-186c. Poco después de su hallazgo, se descubrieron otros dos más, Kepler-186e y Kepler-186f. Excepto Kepler-186f, todos orbitan a distancias muy próximas entre sí y respecto a su estrella. Kepler-186d completa una órbita cada 13,34 días, Kepler-186b cada 3,89, Kepler-186c cada 7,27 y Kepler-186e cada 22,41. Durante la distancia mínima de intersección orbital, la separación entre cada uno de ellos y sus vecinos más cercanos no supera los cinco millones de kilómetros, casi diez veces más cerca que la distancia mínima entre Venus y la Tierra, y solo doce veces más que la distancia entre la Luna y la Tierra.